# Dampfkraftwerk Ebenfurth
Das Dampfkraftwerk Ebenfurth war ein im Besitz der Stadt Wien stehendes, mit Braunkohle befeuertes Dampfkraftwerk in Ebenfurth in Niederösterreich.

## Dampfkraftwerk
1912 wurde von den Wiener städtischen Elektrizitätswerken die Braunkohlebergbaugesellschaft Zillingdorf erworben und in Ebenfurth ein kalorisches Kraftwerk errichtet, in dem die eigene Braunkohle aus Zillingdorf, Pöttsching und Neufeld an der Leitha zur Feuerung genutzt wurde.
Zwar standen die Bauten schon im Jahr 1913 bereit für den Einbau der Kessel und Maschinensätze, doch der Beginn des Ersten Weltkriegs verzögerte die Fertigstellung. Mit vier Garbe-Steilrohrkesseln und zwei 3.000-kW-Turbinensätzen wurde am 24. Februar 1915 der Betrieb des Dampfkraftwerks Ebenfurth aufgenommen. Zunächst wurden allerdings nur der Kohletagbau und benachbarte Ortschaften mit Strom versorgt. 1917 wurden ein dritter Turbinensatz mit 12.000 PS sowie zwei weitere Kessel in Betrieb genommen.
Im Jahr 1922 wurden wieder drei Kessel und ein zweiter 12.000 PS starker Turbinensatz in Betrieb genommen. 1924 wurde als Ersatz für einen 8.000 PS starken Turbinensatz, der an das Kraftwerk Simmering in Wien abgegeben worden war, ein 20.000 PS starkes Aggregat aufgestellt. Mit der Errichtung von weiteren zwei Kesseln zwischen 1925 und 1926 wurde der Endausbau des Dampfkraftwerks Ebenfurth erreicht. Im selben Jahr wurde mit 117,6 Millionen Kilowattstunden der Höchstwert an elektrischer Energie erzeugt. Das Kraftwerk deckte damit mehr als 25 Prozent des Energiebedarfs der Stadt Wien.

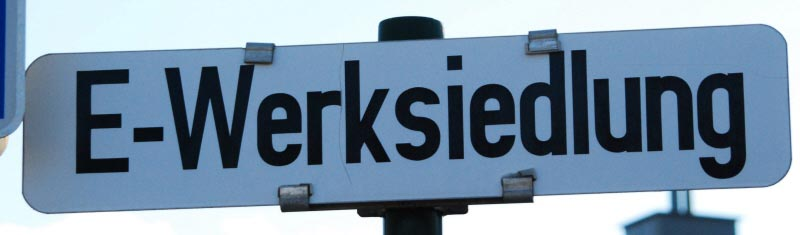
Straßentafel „E-Werksiedlung“ in Ebenfurth

Als Folge der Weltwirtschaftskrise sank der Strombedarf und da auch der Abbau der Braunkohle immer unwirtschaftlicher wurde, wurde am 8. März 1934 der Betrieb des Kraftwerks eingestellt. Die Kessel- und Maschinenanlagen wurden verkauft.
An den Bestand des ehemaligen Dampfkraftwerks in Ebenfurth erinnert heute noch die so genannte „E-Werksiedlung“ in unmittelbarer Nähe des heutigen Umspannwerks.

## Bezugsquellen von Braunkohle

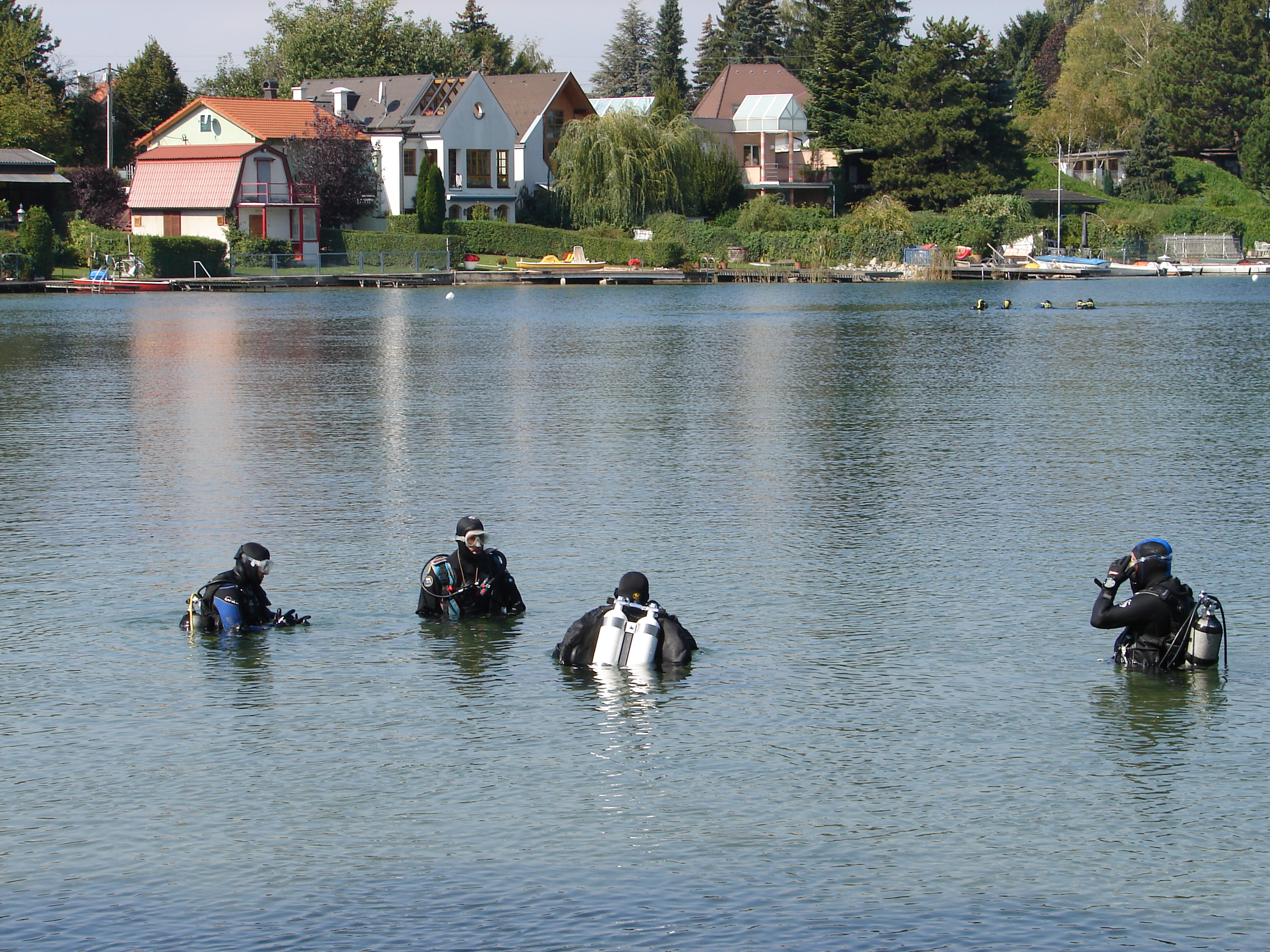
Der ehemalige Braunkohle-Tagebau als Taucherparadies

→ Hauptartikel: Braunkohlebergbau Neufeld - Zillingtal - Pöttsching
Die Zillingdorfer Braunkohlengruben, welche die Stadt Wien 1912 günstig erwerben konnte, waren der Anlass für die Errichtung des Dampfkraftwerks Ebenfurth. Wegen Mangel an Arbeitskräften und Grubenholz wurde hier 1917 die Kohleförderung eingestellt, die Belegschaft wurde im Tagbau Neufeld weiterbeschäftigt. Ab 1919 wurde in Zillingdorf der Abbau wieder aufgenommen, bis der alte Tagbau erschöpft war und bei Stinkenbrunn und Zillingtal zwei neue Tagebaue in Betrieb genommen wurden. 1925 wurden diese geschlossen.
1914 – ob vor oder nach Kriegsbeginn ist nicht bekannt – wurden von der Stadt Wien die Braunkohlenlager von Neufeld an der Leitha, Hornstein, Stinkenbrunn, Zillingtal und Pöttsching gepachtet. Der Braunkohletagebau von Neufeld war davor etwa 20 Jahren stillgelegt gewesen und stand dementsprechend unter Wasser. Ab November 1915 wurde das Wasser abgepumpt und im Dezember 1916 konnte die Kohleförderung ins Dampfkraftwerk Ebenfurth aufgenommen werden. Im Jahr 1919 wurde der Neufelder Tagbau von der ungarischen Räteregierung beschlagnahmt, welche nur etwa 60 Prozent der hier geförderten Kohle nach Österreich liefern ließ. Ein zweiter, 1920 in Betrieb genommener Tagbau in Neufeld unterlag den gleichen Problemen. Erst nach der Eingliederung des Burgenlands in Österreich normalisierten sich die Besitzverhältnisse wieder und es konnte sogar Kohle an die Elektrizitätswerke in Wien geliefert werden. Ab 1928 kam es zu Einschränkungen und der nicht mehr wirtschaftliche Betrieb des Tagbaues führte schließlich zur Schließung des Dampfkraftwerks Ebenfurth.
Nach der Beendigung des Kohleabbaus wurde die Grube wieder geflutet und wird als Neufelder See touristisch genutzt.

## Umspannwerk Ebenfurth

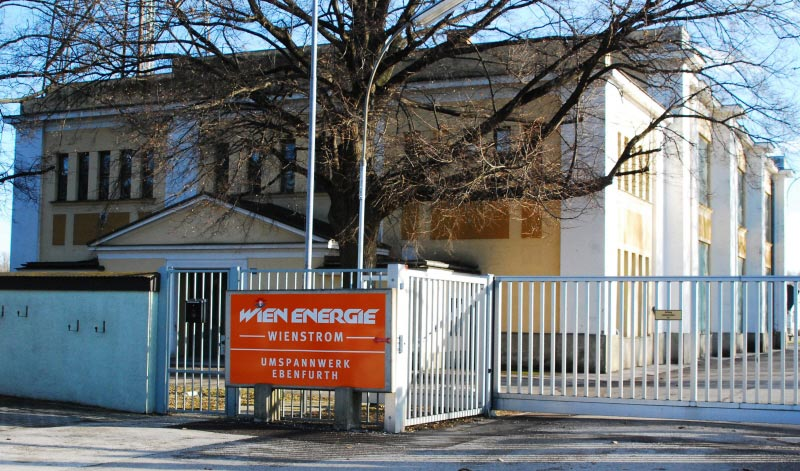
Umspannwerk Ebenfurth in Niederösterreich

Zur besseren Versorgung des bisher vom Kraftwerk Ebenfurth gespeisten Netzes wurde nach der Stilllegung auf dem Gelände des bisherigen Elektrizitätswerks zwischen 1934 und 1935 das Umspannwerk Ebenfurth errichtet.

## Freileitung
Um die in Ebenfurth erzeugte Elektrizität ins Leitungsnetz der Stadt Wien einspeisen zu können, wurde eine 70-kV-Freileitung errichtet. Obwohl diese in den ersten Betriebsjahren nur als 35-kV-Leitung betrieben wurde, war dies die erste Freileitung Österreichs mit dieser Kapazität.
Da sich wegen des Krieges die Lieferung der stählernen Leitungsmasten verzögerte, wurde die Leitung erst 1916 fertiggestellt. Um die nötigen Kupferdrähte zu erhalten, wurde in Wien eine nicht mehr benötigte Stromleitung zwischen den Kraftzentralen Neubad und Leopoldstadt ausgegraben, händisch von der Isolierung befreit und anschließend entsprechend nachbearbeitet.
Ab April 1922 wurde der teilweise und ab 1923 der vollständige Betrieb als 70 kV-Leitung aufgenommen.
Im November 1965 wurde im Amtsblatt der Stadt Wien der Verkauf dieser von Ebenfurth zum Umspannwerk Süd in Wien führenden Leitung um 1.415.000 Schilling bekanntgegeben.

## Umspannwerk Süd (Wien)
Ab 1913 wurde in Wien-Meidling das Umspannwerk Süd (im Laufe der Zeit auch: Schalt- und Transformatorenhaus Pottendorfer Straße, Hauptschalt- und Transformatorenstation Pottendorfer Straße oder Umspannwerk Meidling) errichtet, um den von Ebenfurth gelieferten Strom ins Leitungsnetz der Stadt einzuspeisen.